# Wetowo

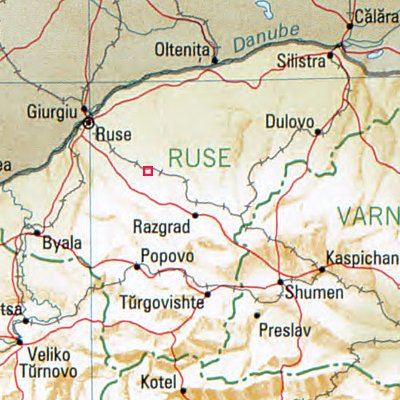
Wetowo (rotes Viereck) – Bulgarien – Nachbarorte: Russe, Rasgrad, Popowo, Bjala, Weliko Tarnowo, Targowischte, Kotel, Preslaw, Schumen, Kaspitschan, Dulowo, Silistra

Wetowo [ˈvɛtovo] (bulgarisch Ветово) ist eine Stadt in Nordbulgarien. Sie befindet sich in der Oblast Russe und ist nach Russe und Bjala die drittgrößte Stadt der Oblast. Sie liegt nahe der Stadt Zar Kalojan.
Wetowo ist das administrative Zentrum der gleichnamigen Gemeinde Wetowo.
Nach lokalem Dialekt auch Wjatowo (bulg. Вятово) genannt.